# Clewer Mill Stream
Der Clewer Mill Stream ist ein Nebenarm der Themse bei Windsor, Berkshire, England. Er zweigt vom Fluss am Bush Ait ab und vereinigt sich kurz oberhalb der Queen Elizabeth Bridge wieder mit ihm. Er ist knapp 2,5 km lang. Der Name stammt von einer Wassermühle, die er einmal angetrieben hat.

## Geschichte
Der Clewer Mill Stream wurde von den Einwohnern des Ortes Clewer seit dem 10. Jahrhundert genutzt. 1198 gewährte der Templerorden von Bisham Richard de Sifrewast Fischereirechte bei Clewer. Eine Getreidemühle wird bei Clewer zuerst im Domesday Book erwähnt. Ihr Wert wird mit 10 Schilling angegeben. Sie wurde von George III. besucht, weil ihre Einrichtung so einzigartig war. 1781 brannte die Mühle vollständig nieder und wurde anschließend wieder aufgebaut. Der Wasserstand wurde durch den Bau von Wehren am Romney Lock und Boveney Lock beeinflusst, aber die Mühle wurde bis ins späte 19. Jahrhundert betrieben.
Der Clewer Mill Stream war beliebt bei den Schülern des nahen Eton College auch wenn er wie die Themse verbotenes Gebiet für sie war.
Ein Bericht aus den 1840er Jahren beschreibt die Aufregung, die es für die Schüler bedeutete den Mill Stream hinaufzufahren, an der Mühle zu warten, bis der Müller nicht mehr anwesend war, dann das Boot um die Mühle herum zutragen und oberhalb des Wasserrades wieder zu Wasser zu lassen.
Die 0,67< km2 große Fläche zwischen dem Clewer Mill Stream und dem Hauptarm des Flusses ist eine Wiese, die The Rays genannt wird. Sie wurde seit 1866 für Pferderennen genutzt und ist nun der Ort des Royal Windsor Racecourse.
Der Oberlauf des Clewer Mill Stream vom Bush Ait bis zum Windsor Racecourse Yachthafen bietet eine maximale Wassertiefe von 3,4 m, die jedoch während längerer Trockenzeiten erheblich niedriger sein kann. Der weiter abwärts gelegene Teil des Arms ist nur für kleine Boote und nur ein kleines Stück bis zum Clewer Boatyard schiffbar. Kurz bevor der Arm wieder in den Fluss mündet liegt die White Lilies Island.